# 能條愛未
能條 愛未（のうじょう あみ、1994年〈平成6年〉10月18日 - ）は、日本の女優であり、女性アイドルグループ乃木坂46、青春女子学園の元メンバーである。神奈川県出身。TWIN PLANET所属。

## 来歴
3歳の時、ミュージカル版『美少女戦士セーラームーン』を観て「ちびうさみたいになりたい!」と言ったのがきっかけで、小学生になる前から女優を目指し、母親がバレエ、ダンス、歌、演技を習わせた。小学生時代、すべての時間を習い事に費やし、レッスン漬けの日々を送った。小学5年生の時、舞台『アニー』のオーディションを受験したが二次審査で落選した。しかし、この経験で自信がついた。
中学3年生の時、1年で3作品の舞台に出演し、主役を演じた。その頃から「麻生梨里子」の芸名でミュージカルに出演し、青春女子学園のメンバーとして活動した。当時所属していた芸能事務所の本社は九州にあったため、福岡県でのライブ活動にはあまり参加できなかったが、センターを任されていた。後に『ミスセブンティーン2010』の上位候補者、『ミスマガジン2011』のベスト15に選ばれ、『もっと熱いぞ! 猫ヶ谷!!』でテレビドラマに初のレギュラー出演をした。
2011年（平成23年）8月21日、乃木坂46の1期生オーディションに合格、オーディションではアンジェラ・アキの「手紙 〜拝啓 十五の君へ〜」を歌った。オーディションは知人の勧めで応募した。合格後、演技や舞台の経験は生かされないかもしれないが、夢である女優に近づけると信じて加入した。同年9月22日、乃木坂46は本名での活動を原則とするため、麻生梨里子ではなく能條愛未の名で活動することを発表した。
2012年（平成24年）2月22日、乃木坂46の1stシングル「ぐるぐるカーテン」でCDデビューした。
2014年（平成26年）4月19日、映画『死の実況中継 劇場版』で初の主演を務めた。
2015年（平成27年）1月10日、乃木神社で成人式を迎えた。
2016年（平成28年）1月5日から11日、『舞台「カードファイト!! ヴァンガード」～バーチャル・ステージ～』に戸倉ミサキ役で出演。同年9月17日、ウェブサイト「シネマズ松竹」で「能條愛未の週刊乃木坂映画」を配信開始。
2017年（平成29年）4月1日から9日、『舞台「カードファイト!! ヴァンガード」～バーチャル・ステージ～ リンクジョーカー編』に前作に引き続き戸倉ミサキ役で出演。同年4月28日から5月1日、『堀内夜あけの会「堀内健演劇講演会 未来のファンタジー」』にナターシャ、きの子役で出演。
2018年（平成30年）3月8日から18日、『ミュージカル「少女革命ウテナ～白き薔薇のつぼみ～」』に天上ウテナ役で出演して初座長を務める。同年6月と9月に行われた『乃木坂46版 ミュージカル「美少女戦士セーラームーン」』にセーラージュピター／木野まこと役で出演した。同年10月5日、乃木坂46アンダーライブ北海道シリーズ公演で、年内でグループから卒業することを発表。同年12月15日、乃木坂46を卒業した。同年12月31日、乃木坂46公式サイト内の公式ブログが閉鎖された。
2021年（令和3年）3月31日、乃木坂46在籍時代より所属していた乃木坂46合同会社を退所し、同年4月1日よりTWIN PLANETの女優部門であるワイルドプラネットに移籍。同年11月8日、能條愛未オンラインサロンを開設。
2022年（令和4年）5月19日、1st写真集『カーテンコール』が6月30日に発売予定と公表された。同年6月30日、1st写真集『カーテンコール』が発売。

## 人物
愛称は、ジョンソン、あみあみ、ジョーさん。
3歳の時に初めて観た『ピーターパン』のミュージカルを主演した笹本玲奈（当時13歳）に憧れて芸能界を目指し始めた。2013年4月18日、朝日新聞社の『乃木坂と、まなぶ』で笹本にインタビューした際、感動で涙が込み上げてきそうになった。
将来の夢は女優。『死の実況中継 劇場版』の映画で初主演が決定した際はドッキリだと思った。
高校1年生の時、元PASSPO☆の玉井杏奈・増井みお、元アイドリング!!!の朝日奈央とは同じクラス（2年生からはクラス替え）。特に朝日とは親友の間柄である。アイドリング!!!に関しては、滝口ミラと2010年から2011年にかけてミュージカル『アリス〜不思議の国の物語〜』で共演した。
乃木坂46の同僚に関しては、衛藤美彩とはグループ発足前から『ミスマガジン2011』や『もっと熱いぞ! 猫ヶ谷!!』で共演しており、その他、青春女子学園時代でも同僚だった川後陽菜、小学生の時に市民ミュージカルで安藤美雲と共演している。

### 嗜好
好きな食べ物はカニ、いちご、グミ、しゃぶしゃぶ、オムライス。好きな女優は菅野美穂、元宝塚歌劇団の紫吹淳の男役も大好き。好きな言葉は「卵を割らなければオムレツは作れない」。好きなスポーツはバドミントン、バスケットボール。好きな動物は猫。読んだことのある本は、ロンダ・バーンの『ザ・シークレット』。観たことのある映画は『恋空』、『リリイ・シュシュのすべて』、『ヒミズ』。

### 特技
特技はウサギの物真似。その他、ミュージカル『アニー』のオーディションを受ける子役、井上陽水、芦田愛菜、倖田來未、コロッケの物真似ができる。習い事としてタップダンス、クラシックバレエ、ジャズダンスの経験がある。
じょしらく、じょしらく弐〜時かけそば〜に出演した際には、仲間うちからも演技が絶賛され、落語指導の桂枝太郎には落語家として嘱望されて、弟子として桂枝毛の名前を与えられた。

### 乃木坂46
乃木坂46の乃木團のボーカル。
乃木坂46の齋藤飛鳥・斎藤ちはる・能條愛未の3名で能條（Noujo）の「N」に由来する「チームN」を結成していた。乃木坂46で好きなミュージック・ビデオは「制服のマネキン」、「ひとりよがり」、「欲望のリインカーネーション」。
遅刻が多いということから、『NOGIBINGO!3』（日本テレビ）の企画内で、メンバー投票による「乃木坂46のダメ人間」第1位に選出された。

## 作品

### シングル
乃木坂46
- ぐるぐるカーテン（2012年2月22日、SRCL-7900/6） - EAN 4988009051581。
- 乃木坂の詩（2012年2月22日、SRCL-7900/1） - EAN 4988009051550。
- 会いたかったかもしれない（2012年2月22日、SRCL-7902/3） - EAN 4988009051567。
- 失いたくないから（2012年2月22日、SRCL-7904/5） - EAN 4988009051581。
- 白い雲にのって（2012年2月22日、SRCL-7906） - EAN 4988009051598。
- 狼に口笛を（2012年5月2日、SRCL-7970/1） - EAN 4988009052267。
- ハウス!（2012年5月2日、SRCL-7972） - EAN 4988009052298。
- 涙がまだ悲しみだった頃（2012年8月22日、SRCL-8058/9） - EAN 4988009052861。
- 音が出ないギター（2012年8月22日、SRCL-8062/3） - EAN 4988009052908。
- 制服のマネキン（2012年12月19日、SRCL-8201/8） - EAN 4988009056456。
- 指望遠鏡（2012年12月19日、SRCL-8201/8） - EAN 4988009056432。
- やさしさなら間に合ってる（2012年12月19日、SRCL-8201/2） - EAN 4988009056432。
- 13日の金曜日（2013年3月13日、SRCL-8255/6） - EAN 4988009080840。
- コウモリよ（2013年7月3日、SRCL-8315/6） - EAN 4988009084725。
- 扇風機（2013年7月3日、SRCL-8317/8） - EAN 4988009084732。
- 人間という楽器（2013年7月3日、SRCL-8321） - EAN 4988009084756。
- 初恋の人を今でも（2013年11月27日、SRCL-8427/8） - EAN 4988009087900。
- やさしさとは（2013年11月27日、SRCL-8429） - EAN 4988009087917。
- 生まれたままで（2014年4月2日、SRCL-8524/5） - EAN 4988009092300。
- ここにいる理由（2014年7月9日、SRCL-8567/8） - EAN 4988009094236。
- 遠回りの愛情（2014年10月8日、SRCL-8621/7） - EAN 4988009097251。
- あの日 僕は咄嗟に嘘をついた（2014年10月8日、SRCL-8625/6） - EAN 4988009097275。
- 君は僕と会わない方がよかったのかな（2015年3月18日、SRCL-8784/5） - EAN 4988009104591。
- 別れ際、もっと好きになる（2015年7月22日、SRCL-8844/5） - EAN 4988009110790。
- 嫉妬の権利（2015年10月28日、SRCL-8910/6） - EAN 4988009116761。
- 不等号（2016年3月23日、SRCL-9032/3） - EAN 4988009125503。
- シークレットグラフィティー（2016年7月27日、SRCL-9145/6） - EAN 4988009131429。
- ブランコ（2016年11月9日、SRCL-9260/1） - EAN 4547366278873。
- 風船は生きている（2017年3月22日、SRCL-9374/5） - EAN 4547366297539。
- アンダー（2017年8月9日、SRCL-9491/2） - EAN 4547366319163。
- My rule（2017年10月11日、SRCL-9576/7）  - EAN 4547366330335。
- Against（2018年4月25日、SRCL-9782/90） - EAN 4547366354140。
- 新しい世界（2018年4月25日、SRCL-9784/5） - EAN 4547366354157。
- 三角の空き地（2018年8月8日、SRCL-9913/4） - EAN 4547366369465。
- 世界中の隣人よ（2020年5月25日）[59]

こじ坂46
- 風の螺旋（2014年11月26日、KIZM-90317/8） - EAN 4988003460884。

### アルバム
乃木坂46
- 透明な色（2015年1月7日、SRCL-8662/7） - EAN 4988009099934。
- それぞれの椅子（2016年5月25日、SRCL-9078/86） - EAN 4988009128580。
- 生まれてから初めて見た夢（2017年5月24日、SRCL-9437/44） - EAN 4547366307825。
- 僕だけの君〜Under Super Best〜（2018年1月10日、SRCL-9630/7） - EAN 4547366336214。
- 今が思い出になるまで（2019年4月17日、SRCL-11140/7） - EAN 4547366401325。
- Time flies（2021年12月15日、SRCL-12020/30） - EAN 4547366534184。

### 映像作品
- もっと熱いぞ! 猫ヶ谷!! DVD-BOX I（2011年12月21日） - EAN 4988021759045。
- もっと熱いぞ! 猫ヶ谷!! DVD-BOX II（2012年2月22日） - EAN 4988021159883。
- 能條愛未×佐藤大輔（2012年2月22日） - EAN 4988009051581。
- 能條愛未×鈴木真人（2012年5月2日） - EAN 4988009052267。
- AKB48 リクエストアワー セットリストベスト100 2012（2012年6月13日） - EAN 4580303210611。
- さばドル（2012年7月25日） - EAN 4534530055859。
- 能條愛未×和田率（2012年8月22日） - EAN 4988009052908。
- 能條愛未（2012年12月19日） - EAN 4988009056456。
- 能條愛未×長尾真（2013年3月13日） - EAN 4988009080857。
- 16人のプリンシパル@PARCO劇場ダイジェスト（2013年7月3日） - EAN 4988009084725。
- 初夏の全力! 乃木坂46大運動会（2013年7月3日） - EAN 4988009084732。
- BAD BOYS J（2013年9月11日） - EAN 4988021719872。
- 能條愛未×池田一真（2013年11月27日） - EAN 4988009087894。
- 乃木坂46 1ST YEAR BIRTHDAY LIVE 2013.2.22 MAKUHARI MESSE（2014年2月5日） - EAN 4988009090900。
- NOGIBINGO!（2014年3月7日） - EAN 4988021109758。
- Creator's Etude 濱口優編（2014年4月2日） - EAN 4988009092294。
- 劇場版 BAD BOYS J -最後に守るもの-（2014年5月28日） - EAN 4988021713108。
- 死の実況中継 劇場版（2014年6月3日） - EAN 4907953041738。
- 能條愛未×岡部潤（2014年7月9日） - EAN 4988009094236。
- NOGIBINGO!2（2014年9月12日） - EAN 4988021299015。
- 能條愛未（2014年10月8日） - EAN 4988009097251。
- 高山一実&能條愛未（2015年3月18日） - EAN 4988009104461。
- NOGIBINGO!3（2015年4月24日） - EAN 4988021729635。
- AKB48 リクエストアワーセットリストベスト1035 2015（2015年4月30日） - EAN 4580303213667。
- 乃木坂46 2ND YEAR BIRTHDAY LIVE 2014.2.22 YOKOHAMA ARENA（2015年6月17日） - EAN 4988009110134。
- 中元日芽香&能條愛未（2015年7月22日） - EAN 4988009110714。
- NOGIBINGO!4（2015年10月16日） - EAN 4988021729734。
- 能條愛未（2015年10月28日） - EAN 4988009116761。
- 悲しみの忘れ方 Documentary of 乃木坂46（2015年11月18日） - EAN 4988104099327。
- 初森ベマーズ（2016年1月20日） - EAN 4988104099433。
- NOGIBINGO!5（2016年2月19日） - EAN 4988021729871。
- 能條愛未（2016年3月23日） - EAN 4988009124902。
- 乃木坂46 3rd YEAR BIRTHDAY LIVE 2015.2.22 SEIBU DOME（2016年7月6日） - EAN 4988009129518。
- 中元日芽香&能條愛未（2016年7月27日） - EAN 4988009130439。
- 永島聖羅&能條愛未（2016年7月27日） - EAN 4988009130446。
- NOGIBINGO!6（2016年9月30日） - EAN 4988021714662。
- アンダードキュメンタリー 〜つま先の向こうに〜（2016年11月9日） - EAN 4547366278873。
- 能條愛未（2017年3月22日）- EAN 4547366297522。
- 乃木坂46 4th YEAR BIRTHDAY LIVE 2016.8.28-30 JINGU STADIUM（2017年6月28日） - EAN 4547366310580。
- NOGIBINGO!7（2017年8月4日） - EAN 4988021146081。
- NOGIBINGO!8（2018年3月16日） - EAN 4988021146821。
- 乃木坂46 5th YEAR BIRTHDAY LIVE 2017.2.20-22 SAITAMA SUPER ARENA（2018年3月28日） - EAN 4547366344523。
- 乃木坂46 真夏の全国ツアー2017 FINAL! IN TOKYO DOME（2018年7月11日） - EAN 4547366363999。
- 少女革命ウテナ〜白き薔薇のつぼみ〜（2018年8月1日） - EAN 4988013140417。
- ホリケン演劇の会 第五回公演「ラヴ戦争」（2018年10月17日） - EAN 4988013239319。
- NOGIBINGO!9（2018年10月19日） - EAN 4988021147392。
- 乃木坂46版 ミュージカル「美少女戦士セーラームーン」（2019年3月20日） - EAN 4589630117631。
- 乃木坂46 6th YEAR BIRTHDAY LIVE 2018.07.06-08 JINGU STADIUM&CHICHIBUNOMIYA RUGBY STADIUM（2019年7月3日） - EAN 4547366411270。
- いつのまにか、ここにいる Documentary of 乃木坂46（2019年12月25日） - EAN 4988104123695。
- 風都探偵 The STAGE（2023年9月23日） - EAN 4988101222353。

## 出演

### テレビ
- 乃木坂浪漫（2012年6月14日・8月2日、テレビ東京）
- GiRLPOP TV（2013年1月13日・4月3日 - 10日・5月22日 - 29日、MUSIC-ON! TV）
- 伝えてピカッチ（2013年8月24日、NHK総合）
- 最新最速エンタメタイム CDET!（2014年7月5日、MUSIC-ON! TV）
- 乃木坂46えいご（2015年6月28日 - 2018年4月29日、TBSチャンネル1）レギュラー[60]
- ラーメンWalkerTV2 #106・#176・#259（2015年3月26日・2017年6月22日・2020年5月20日、フジテレビONE）
- Rの法則（2016年11月17日、NHK Eテレ）乃木團として
- プレミアMelodiX!（2018年1月9日、テレビ東京）
- The Gift（2020年1月20日、日本テレビ）
- 金曜日のソロたちへ（2020年2月7日、NHK総合）
- ナイツのこれイチ！ （2020年3月13日 - 20日、TOKYO MX）
- 斎藤ちはる「学びのココロ」〜ニッポン伝統探し旅〜（2020年3月29日、テレ朝チャンネル1）
- 櫻井・有吉THE夜会（2022年9月15日、TBS）
- 関内デビル（2022年10月18日、テレビ神奈川）
- BOAT RACE プレミア 〜ハートビートボート＋〜（2023年12月3日、 BSフジ）
- ほっとするわ（2024年1月29日、関西テレビ）

### テレビドラマ
- もっと熱いぞ! 猫ヶ谷!!（2011年10月13日 - 12月15日、名古屋テレビ）奥野葵 役[40]
- BAD BOYS J（2013年4月7日 - 6月23日、日本テレビ）唐津里奈 役[61]
- 東京特許許可局 第20話（2014年10月27日、NHK Eテレ）ユウコ 役[62]
- 初森ベマーズ（2015年7月11日 - 9月26日、テレビ東京）メバチ 役[63]
- 今夜はオンライン飲み会デス2（2020年9月4日 - 18日、テレビ西日本）小久保未来 役
- 片恋グルメ日記2（2022年5月23日 - 7月11日、TOKYO MX）あやちゃむ 役[64]
- OUR STORIES〜120秒の物語〜 #18 つれないとき（2022年9月8日、関西テレビ）友里子 役[65]
- 特捜9 final season 第3話（2025年4月23日、テレビ朝日）- 泉絵里奈 役[66]

### ラジオ
- Tresen+（2013年3月29日、FMヨコハマ）
- 乃木坂46の「の」（2013年5月19日・10月13日・12月29日、2014年2月16日・5月4日・7月13日・11月16日、2015年2月8日・4月15日・10月4日、2016年2月21日・3月6日・4月17日・11月13日・12月25日、2017年7月2日・9月10日、2018年7月1日・10月28日、文化放送）[67]
- 沈黙の金曜日（2014年7月11日、2016年1月1日、FMFUJI）
- 金つぶ（2015年7月17日、bayfm）
- The Nutty Radio Show おに魂（2015年10月26日、2016年11月7日、NACK5）
- らじらー! サンデー（2015年11月1日、2016年6月19日、2017年5月7日、NHKラジオ第1）
- ナガオカ×スクランブル（2015年11月26日、CBCラジオ）
- 乃木坂46 新内眞衣のオールナイトニッポン0（2016年7月7日・12月15日、2017年5月25日、ニッポン放送）
- ライムスター宇多丸のウィークエンド・シャッフル（2016年7月30日・11月19日、2017年8月5日 - 12日、TBSラジオ）
- AKB48のオールナイトニッポン（2016年12月15日、ニッポン放送）乃木坂46SP[68]
- ガブリナ（2018年1月17日、KBCラジオ）
- 乃木坂46のオールナイトニッポン（2019年10月24日、ニッポン放送）電話出演
- サタデーミュージックバトル 天野ひろゆき ルート930（2021年5月15日、ニッポン放送）
- 山崎怜奈の誰かに話したかったこと。（2021年6月2日、TOKYO FM）
- 金吾堂製菓 presents 能條愛未のパリッとタイム（2021年6月7日 - 2022年5月30日、InterFM897）パーソナリティ[69]
- TOKYO SPEAKEASY（2021年7月13日・9月16日、TOKYO FM）中江功と対談[70][71]
- K-Style radio（2021年10月22日・11月12日、エフエム京都）
- SNS Fun!（2022年1月11日 - 18日、レインボータウンFM）
- RADIO DONUTS（2022年6月25日、J-WAVE）
- 土田晃之 日曜のへそ（2022年10月9日、ニッポン放送）
- ひる前らじお うるさごぜん（2022年10月14日、山梨放送）
- Weekend Fun（2022年10月29日、レインボータウンFM）
- キャイ～ンのWANIWANIさせて（2022年11月2日、山梨放送）
- 朝日奈央のナイスフライデー（2022年12月2日 - 9日、ニッポン放送）
- 小倉・IMALUの○○玉手箱（2022年12月、東海ラジオ、文化放送ほか）
- 水曜夜の小栗了（2024年5月1日、発するFM）

### 映画
- 劇場版BAD BOYS J -最後に守るもの-（2013年11月9日、ショウゲート）唐津里奈 役[72]
- 死の実況中継 劇場版（2014年4月19日、チャンス・イン）主演・中塚歩 役[73]
- 未成仏百物語〜AKB48 異界の灯火寺〜（2021年9月10日、キグー）[74]

### 舞台
- ALL THAT JAZZ（2004年7月25日、茅ヶ崎文化会館）[75]
- 獅子王伝説（2005年7月18日、茅ヶ崎文化会館）[75]
- SA.GA.SE（2006年9月6日 - 7日、ヤマハ・エレクトーンシティ渋谷）[75]
- LOVE 2007（2007年8月18日 - 19日、かめありリリオホール）辛子の種 役[75]
- CHANCE 2008（2008年4月25日 - 26日、セシオン杉並ホール）美紀 役[75]
- LOVE 2008（2008年8月4日 - 5日、かめありリリオホール）妖精・蝶の羽根 役[75]
- ラブリーズ〜君に捧げるハーモニー〜（2008年12月30日 - 2009年1月12日、下北沢 小劇場 楽園）チーム愛・久野里沙子 役[75]
- アリババとモルギアナ王女（2009年3月27日 - 31日、銀座みゆき館劇場）月組・アリババ 役[75]
- ぴよぴよ じおじお（2009年5月14日 - 17日、銀座みゆき館劇場）ぴよ組・皿田麻里音 役[75]
- CHANCE 2009（2009年8月3日 - 5日、ムーブ町屋）虹組・岸本麻衣 役[75]
- アリス〜不思議の国の物語〜 2010（2010年4月17日 - 25日、アトリエ・アプローズ）帽子組・Lアリス 役[39]
- アリス〜不思議の国の物語〜 2011（2011年1月18日 - 23日、銀座みゆき館劇場）帽子組・Lアリス 役[39]
- じょしらく（2015年6月22日・25日 - 28日、AiiA 2.5 Theater Tokyo）空琉美遊亭丸京 役[76][77]
- 舞台「カードファイト!! ヴァンガード」〜バーチャル・ステージ〜 戸倉ミサキ 役
  - 舞台「カードファイト!! ヴァンガード」〜バーチャル・ステージ〜（2016年1月5日 - 11日）[78]
  - 舞台「カードファイト!! ヴァンガード」〜バーチャル・ステージ〜 リンクジョーカー編（2017年4月1日 - 9日、AiiA 2.5 Theater Tokyo）[79]
- じょしらく弐 〜時かけそば〜（2016年5月12日・14日・17日・19日・21日、AiiA 2.5 Theater Tokyo）蕪羅亭魔梨威 役[80][81]
- 墓場、女子高生（2016年10月14日 - 22日、東京ドームシティ シアターGロッソ）メンコ 役[82]
- 堀内夜あけの会「堀内健演劇講演会 未来のファンタジー」（2017年4月28日 - 5月1日、本多劇場）ナターシャ、きの子 役[83]
- ミュージカル「少女革命ウテナ」主演・天上ウテナ 役
  - 少女革命ウテナ〜白き薔薇のつぼみ〜（2018年3月8日 - 18日、CBGKシブゲキ!!）[84]
  - 少女革命ウテナ〜深く綻ぶ黒薔薇の〜（2019年6月29日 - 7月7日、シアターGロッソ）[85]
- 乃木坂46版 ミュージカル「美少女戦士セーラームーン」（2018年6月8日 - 24日、天王洲 銀河劇場 / 9月21日 - 30日、TBS赤坂ACTシアター）Team MOON・セーラージュピター / 木野まこと 役[86]
- ホリケン演劇の会 第5回公演「ラヴ戦争」（2018年7月20日 - 23日、本多劇場）木原ソラ子 役[87][88]
- GIRLS REVUE（2019年1月10日 - 27日、東京：オルタナティブシアター / 2月1日 - 2日、大阪：サンケイホールブリーゼ）[89]
- HARUTO（2019年3月7日 - 13日、東京：品川プリンスホテル クラブeX / 3月16日、大阪：森ノ宮ピロティホール）リセ 役[90]
- 一騎討ちproject 舞台「吼える」（2019年5月1日- 5日、東京：CBGKシブゲキ!! / 5月10日 - 12日、大阪：ABCホール）真心 役[91]
- 大人のカフェ 第12回単独公演「さよなら、People」（2019年5月25日 - 26日、恵比寿・エコー劇場）ゲストヒロイン[92]
- 上にいきたくないデパート（2019年8月21日 - 29日、三越劇場）成島一華 役[93][94]
- FACTORY GIRLS 〜私が描く物語〜 フローリア 役
  - 2019年（9月25日 - 10月9日、TBS赤坂ACTシアター / 10月25日 - 27日、大阪：梅田芸術劇場）[95]
  - 2023年（6月5日 - 13日、東京：東京国際フォーラム ホールC / 6月24日 - 25日、福岡：キャナルシティ劇場 / 6月29日 - 7月2日 、大阪：COOL JAPAN PARK OSAKA WWホール）[96][97]
- グッドバイ（2020年1月11日 - 13日、かめありリリオホール / 1月16日 - 2月2日、全国7都市公演 / 2月4日 - 16日、シアタークリエ）青木保子 役[98][99]
- ひりひりとひとり（2020年6月11日 - 21日、よみうり大手町ホール） ※新型コロナウイルス感染拡大防止のため公演中止[100][101]
- トムとディックとハリー（2020年7月11日 - 19日、東京：サンシャイン劇場 / 8月5日、大阪：サンケイホールブリーゼ）リンダ 役[102]
- ABC座2020 オレたち応援屋!! on STAGE（2020年10月3日 - 28日、日本青年館）雨宮樹理亜 役[103][104]
- ポーの一族（2021年1月11日 - 26日、大阪：梅田芸術劇場 / 2月3日 - 17日、東京：東京国際フォーラム / 2月23日 - 28日、名古屋：御園座）ジェイン、マルグリット・ヘッセン 役[105][106]
- 新・熱海殺人事件（2021年6月10日 - 18日、紀伊國屋ホール）水野朋子（向井地美音〈AKB48〉とのダブルキャスト）、アイコ 役[107][108][注 3]
- ゼロの無限音階（2021年7月8日 - 11日、銀座博品館劇場）残間笑幻 役[110]
- フォーティンブラス 刈谷ひろみ、オフィーリア 役
  - 2021年（8月19日 - 29日、Bunkamura シアターコクーン）[111]
  - 2022年（6月3日 - 9日、東京：自由劇場 / 6月18日 - 20日、大阪：梅田芸術劇場 シアター・ドラマシティ / 6月28日 - 30日、愛知：穂の国とよはし芸術劇場PLAT 主ホール）[112]
- RUST RAIN FISH（2021年9月23日 - 26日・10月2日 - 3日、東京：紀伊國屋サザンシアター TAKASHIMAYA / 10月15日 - 16日、大阪：COOL JAPAN PARK OSAKA TTホール）Team Black・園田（仮） 役[113]
- 本日も休診（2021年11月12日 - 28日、明治座）香織 役（中島早貴とのダブルキャスト）[114]
- ヴァニタスの手記（2022年1月21日29日 - 30日、シアター1010）ジャンヌ 役[115][116]※出演者の新型コロナウイルス感染のため21日から28日までの公演中止、30日もイベント形式の公演へと変更
- りさ子のガチ恋♡俳優沼（2022年11月3日 - 6日、ニッショーホール）主演・新山りさ子 役[117]
- 風都探偵 The STAGE（2022年12月29日 - 2023年1月15日、東京：サンシャイン劇場 / 1月19日 - 25日、大阪：梅田芸術劇場 シアター・ドラマシティ）ときめ 役[118]
- マリー・キュリー（2023年3月13日 - 26日、東京：天王洲 銀河劇場 / 4月20日 - 23日、大阪：梅田芸術劇場 シアター・ドラマシティ）[119]
- 朗読劇 TheゲーミングinJapan 〜我が名はひらめき〜（2023年10月22日、TOKYO FM HALL）[120]
- OFFICE SHIKA PRODUCE Operetta『Ms. YAMA-INU』（2024年1月12日 - 15日、CBGKシブゲキ!!）石橋 役[121][122][123]
- 神津恭介シリーズ「わが一高時代の犯罪」（2024年3月8日 - 10日、大阪：COOL JAPAN PARK OSAKA TTホール / 3月20日 - 31日、東京：サンシャイン劇場）水町智恵子 役（中野郁海とのダブルキャスト）[124]
- 赤いハートと蒼い月（2024年5月17日 - 19日、富士見市民会館キラリ☆ふじみ）主演・鈴木耀子 役[125]
- リーディング・コンサート「ベートーヴェン / 届かなかった手紙」（2024年12月24日 - 26日、日経ホール）ジュリエッタ・グイチャルディ 役[126]
- マーダーミステリーシアター「殺意の代償」（2025年3月11日、品川プリンスホテル クラブeX）[127]
- Reading Drama「BLINK」（2025年4月5日、新国立劇場 小劇場）ソフィ 役[128]
- ミュージカル「憂国のモリアーティ」大英帝国の醜聞 Reprise（2025年5月16日 - 18日、東京：シアターH / 5月23日 - 25日、京都：京都劇場 / 5月30日 - 6月8日、東京：天王洲 銀河劇場）ミス・ハドソン 役[129]
- ミュージカル「マリー・キュリー」（2025年10月25日 - 11月9日〈予定〉、東京：天王洲 銀河劇場 / 11月28日 - 30日〈予定〉、大阪：梅田芸術劇場 シアター・ドラマシティ）[130]

### ネット配信
- ソニレコ! 暇つぶしTV（2015年11月6日 - 2016年3月25日、ソニー・ミュージックレコーズ）MC[131]
- SUUMOで部屋探荘「アイドル動画を観るあなたへ。」（2016年3月31日、リクルート住まいカンパニー）[132]
- 乃木坂週刊映画（2016年9月17日 - 2018年11月18日 、シネマズ松竹）[19]
- 土田晃之が気になるデリバリー呼んでみた。#4（2017年2月26日、AbemaTV）
- 今夜はオンライン飲み会デス2（2020年8月14日 - 16日、テレビ西日本）[133]
- イジリーチャンネル（2020年12月31日・2021年1月7日）[注 4]
- TOCANA イチオシ！シネマ（2021年8月11日、サイゾー）[134]
- デジタル甲子園（2021年9月9日、阪急阪神ホールディングス）講演「乃木坂46から舞台女優への転身におけるセルフマネジメント」[135]
- 私が獣になった夜〜名前のない関係〜 第1話（2021年11月19日、ABEMA）主演・川上詩織 役[136]
- ツインテール姉妹（2022年5月31日、TELASA / テレビ朝日公式YouTube）[137]
- WAGEI（2023年4月13日、テレ朝動画logirl）[138]
- ミッドナイトボートレース2023 5th in 大村（2023年8月20日、BOAT RACE振興会）[139]
- ボートレーススペシャルLIVE びわこGIIレディースオールスター最終日9R〜12R（2024年2月25日、BOAT RACE振興会）[140]
- GIIIイースタン＆ウエスタンヤングスペシャルLIVE 初日2日目（2024年6月15日 - 16日、BOAT RACE振興会）[141]

### イベント
- マイナビ 東京ガールズコレクション 2021 AUTUMN/WINTER（2021年9月4日）[142]
- 能條愛未バースデーイベント（2022年10月22日、TPテラス）
- あみとおしゃべり部屋 in ヨコハマ〜ちょっと早いけどクリスマスパーティーやっちゃいます？〜（2022年12月9日、Naked Loft Yokohama）[143]
- あみとおしゃべり部屋〜ホワイトデーは男子がプレゼントする日って誰が決めたの？〜（2023年3月19日、TPテラス）[144]
- あみとおしゃべり部屋〜夏だ！祭りだ！！浴衣ダー！！！〜（2023年7月30日、TPテラス）[145]
- 能條愛未29歳生誕祭バスツアーの旅 inマザー牧場（2023年11月5日、マザー牧場）
- 久しぶりのあみとろってぃー（2024年6月9日、TPテラス）[146]

## 書籍

### 雑誌
- 美人百花（2021年7月号、角川春樹事務所）
- EX大衆（2021年7月号、双葉社）
- BRODY（2021年8月号、白夜書房）
- GINGER（2021年8月号、幻冬舎）
- 月刊サイゾー（2021年9月号、サイゾー）
- 週刊ヤングジャンプ（2021年No.43特大号、集英社）
- 週刊プレイボーイ（2021年No.49号・2022年No.26号、集英社）
- FRIDAY（2021年12月10日号、講談社）
- 週刊SPA!（2021年12月14日·21日合併号、扶桑社）
- 週刊現代（2022年6月25日号、講談社）

### 写真集
- カーテンコール（2022年6月30日、blueprint、撮影：熊谷直子）[30][147]